# Acid heneicosilic
Acidul heneicosilic (cunoscut și sub denumirea de acid heneicosanoic) este un acid carboxilic liniar cu formula de structură restrânsă CH3-(CH2)19-COOH. Este un acid gras saturat, având 21 atomi de carbon. Este un solid incolor. Este important în producerea de spume, vopseluri și materiale vâscoase.